# Сарабін Михайло Теодорович
Михайло Теодорович Сарабін (4 квітня 1948, Стільсько, Миколаївський район, Львівська область — 31 березня 2000, Львів) — радянський футболіст. Майстер спорту СРСР (1971).

## Кар'єра
Вихованець «Трудових резервів» (Львів). Перший тренер — Віктор Красношапка.
Навчався у Львівському інституті фізкультури.
Півзахисник і захисник, виступав за «Карпати» (Львів), «Суднобудівник» (Миколаїв), «Торпедо» (Луцьк), «Сокіл» (Львів) і «Океан» (Керч).
Фізично міцний гравець, здатний щільно прикрити суперника. Добре читав гру та обирав позицію, добре грав головою, міг віддати точний довгий пас.